# Hero image
主頁橫幅 (Hero Image) 是網頁設計的一個專業術語，一種特殊的網頁廣告。主頁橫幅是一個較大的橫幅圖片，放置在首頁面的醒目位置。
主頁橫幅往往是針對網站訪問者遇到的第一視覺頁面，其目的是要提出一個該網站最重要的內容進行概述。主頁橫幅往往由圖像和文字構成，可以是靜態或動態的內容。